# Notosacantha riedeli
Notosacantha riedeli es una especie de insecto coleóptero de la familia Chrysomelidae. Es endémico del centro- norte de Célebes.